# اغسلي بالبرد
إغسلي بالبرد هو ألبوم للفنان العراقي كاظم الساهر، صدر عام 1996 من إنتاج شركة روتانا. احتوى الألبوم على 3 أغاني جميعها من كلمات الشيخ محمد بن راشد آل مكتوم وألحان كاظم الساهر.

## قائمة الأغاني
| الرقم | الأغنية      | كلمات                 | ألحان       | المدة | إنتاج |
| ----- | ------------ | --------------------- | ----------- | ----- | ----- |
| 1     | اغسلي بالبرد | محمد بن راشد ٱل مكتوم | كاظم الساهر | 8:19  |       |
| 2     | ونين         | محمد بن راشد ٱل مكتوم | كاظم الساهر | 6:37  |       |
| 3     | يابيت العنا  | محمد بن راشد ٱل مكتوم | كاظم الساهر | 4:57  |       |